# Чонбък Хюндай Моторс
Чонбук Хюндай Моторс (на корейски 전북 현대 모터스 FC) е професионален футболен отбор от Чонбък, Чъла-Пукто, Южна Корея. „Чонбук“ печели за първи път първенството на Южна Корея през 2009, а през 2006 печели Шампионската лига на Азия, като става първият отбор печелил континентална титла без да е печелил домашна. Става и първият клуб от източна Азия спечелвал шампионската лига на Азия в сегашния и формат, за последно променен през 2003. Отборът е един от двата отбора печелили повече от веднъж купата на Корейската футболна асоциация (печелят я през 2000, 2003 и 2005). Цветът на клуба е зелен, какъвто е цветът и на провинция Чонбук. От 2002 играе на над 43 хилядния стадион „Чонбук Уърлд Къп“ построен специално за Световното първенство по футбол 2002. Прякорът на стадиона е „Крепостта Чонбук“.
На 22 октомври 2011 отборът завършва на първо място корейското първенство. Освен това стига до финал на Шампионската лига на Азия драматично загубен след дузпи от катарския Ал-Сад.
На 5 декември 2011 печели за втори път титлата в първенството на Южна Корея след победа на финала в плей-оффа срещу Улсан Хюндай.

## Отличия
в Южна Корея
- К-Лига: Шампион (9) – 2009, 2011, 2014, 2015, 2017, 2018, 2019, 2020, 2021
- Купа на Корейската ФА: Носител (5) – 2000, 2003, 2005, 2020, 2022 / Финалист (1) – 1999
- Суперкупа на Южна Корея: Носител (1) – 2004 / Финалист (2) – 2001, 2006
- Корейска купа на президента: Носител (1) – 1999

в Азия
- Шампионска лига на Азия: Носител (1) – 2006 / Финалист (1) – 2011
- Азиатска купа на носителите на купи: Финалист (1) – 2002